# آرتم سورکوف
آرتم سورکوف (به روسی: Артём Сурков؛ زادهٔ ۱۵ اکتبر ۱۹۹۳) یک کشتی‌گیر اهل روسیه در دستهٔ سبک‌وزن کشتی فرنگی است. او قهرمان مسابقات قهرمانی کشتی جهان در سال ۲۰۱۸، برندهٔ مدال طلای بازی‌های اروپایی ۲۰۱۵ و نیز قهرمان دو دورهٔ مسابقات قهرمانی کشتی اروپا در سال‌های ۲۰۱۷ و ۲۰۱۸ است. وی سابقه حضور در المپیک ۲۰۲۰ توکیو را دارد.

## فعالیت حرفه‌ای

### مسابقات قهرمانی کشتی جهان ۲۰۱۷
سورکوف در وزن ۶۶ کیلو مسابقات قهرمانی کشتی فرنگی جهان ۲۰۱۷ پاریس حاضر بود که در دورهای اول تا سوم هراچیا مالخاسیان از فرانسه، المورات تاسمورادوف از ازبکستان و ماته نمس از صربستان را شکست داد اما در نیمه نهایی به هان‌سو ریو از کره جنوبی شکست خورد و به دیدار رده‌بندی رفت. وی در دیدار رده‌بندی کارن اصلانیان کشتی‌گیر ارمنستانی را شکست داد و مدال برنز وزن ۶۶ کیلوگرم را بدست آورد.

### مسابقات قهرمانی کشتی جهان ۲۰۱۸
سورکوف در وزن ۶۷ کیلو مسابقات قهرمانی کشتی جهان ۲۰۱۸ بوداپست حاضر بود که پس از غلبه بر ماماداسا سیلا از فرانسه، الیس کولمن از آمریکا، کامران ممدوف از آذربایجان و میرژان شرماخانبت از قزاقستان به فینال رسید. وی در فینال دوور اشتفانک از صربستان را شکست داد و مدال طلا وزن ۶۷ کیلوگرم را بدست آورد.

### مسابقات قهرمانی کشتی جهان ۲۰۱۹
سورکوف در وزن ۶۷ کیلوگرم کشتی فرنگی مسابقات قهرمانی کشتی جهان ۲۰۱۹ نورسلطان حاضر بود که چن یان-کای از تایوان، آندریاس وتش از سوئیس، ماته نمس از صربستان و فردریک بیرهوس از دانمارک را شکست داد و به فینال رسید. وی در دیدار نهایی به اسماعیل بوررو از کوبا باخت و به مدال نقره وزن ۶۷ کیلوگرم رسید.

### المپیک ۲۰۲۰ توکیو
سورکوف در وزن ۶۷ کیلوگرم کشتی فرنگی المپیک ۲۰۲۰ توکیو حاضر بود که در دور اول آلخاندرو سانچو از آمریکا را شکست داد اما در دور بعد به پرویز نصیب‌اف از اوکراین باخت و با توجه به حضور این کشتی‌گیر در فینال، به دیدار شانس مجدد رفت. او در مرحله شانس مجدد فردریک بیرهوس از دانمارک را شکست داد اما در دیدار رده‌بندی به محمد ابراهیم السید از مصر باخت و پنجم شد.